# Posadas
För andra betydelser, se Posadas (olika betydelser).

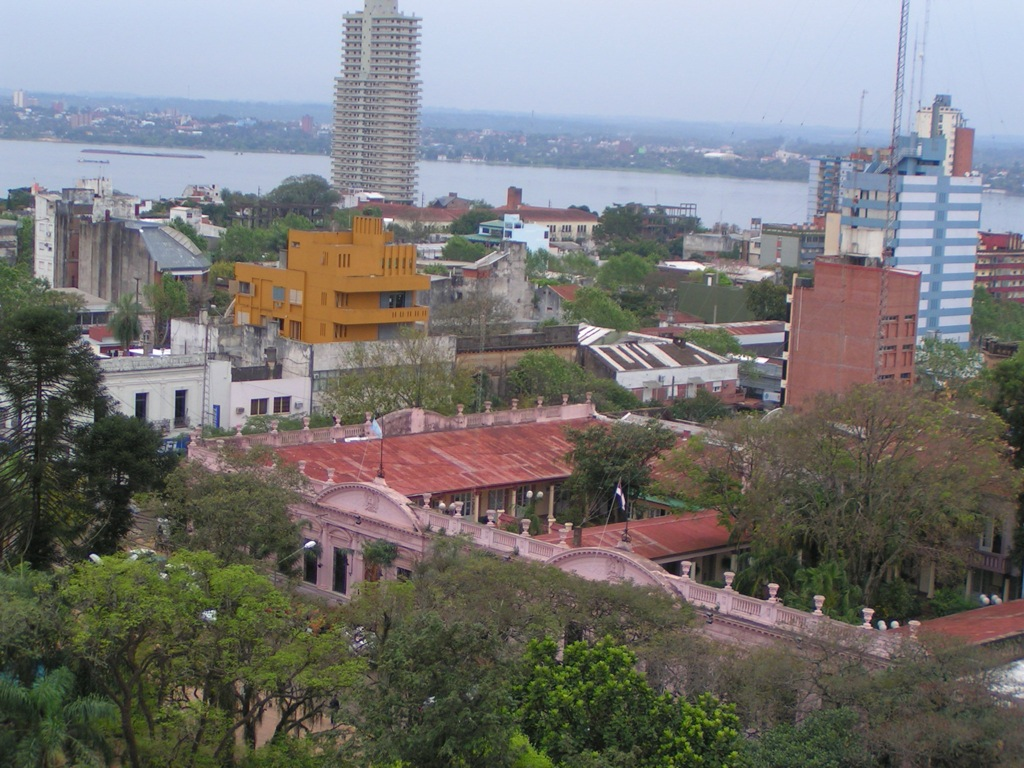
Vy över centrala Posadas

Posadas är huvudstad i provinsen Misiones i Argentina. Den är belägen i södra delen av provinsen längs Paranáflodens västra strand, mitt emot Encarnación i Paraguay. Staden har en yta på 965 km² och 255 052 invånare enligt 2001 års folkräkning.
I Posadas finns de flesta kulturella och ekonomiska institutioner etablerade, tillsammans med myndighetsfunktionerna. Möbler, tobak, mat, textil och tillverkning är de viktigaste industrierna.
Posadas är sammanbunden med grannstaden Encarnación med San Roque González de Santa Cruz-bron. Hamnen, som tidigare hade stor ekonomisk betydelse, används idag främst för nöjesfordon, passagerarfartyg och ett antal fartyg som används för sandtransport. Staden ligger längs Ruta Nacional 12 ungefär 1300 kilometer ifrån Buenos Aires. General José de San Martín Airport ligger sju kilometer väst om staden och erbjuder regelbundna turer till Buenos Aires.

## Historia
Fader Roque González de Santa Cruz grundade en stad vid namn Anunciación de Itapúa den 25 mars 1615, vilken tio år senare flyttades till andra sidan floden där Encarnación ligger idag.
Den första bosättningen övergavs inte fullständigt, och 1628 skapades en ny bosättning där. 1867, under Trippelallianskriget, placerade brasilianarna en militärbas där. 1879, efter kriget, döptes staden till Posadas efter Gervasio Antonio de Posadas, den argentinska konfederationens ledare.
Den 22 december 1881 drogs federationen Misiones gräns, och Posadas hamnade i provinsen Corrientes. Den 30 juli 1884 flyttades dock staden till Misiones, och gjorde staden till dess huvudstad.National Congress decided to give Posadas to Misiones Province, and name it its capital.